# Ivica Kunčević
Iviva Kunčević (Bartolovec, 9. travnja 1945. – Dubrovnik, 6. srpnja 2022.) hrvatski kazališni redatelj.

## Životopis
Diplomirao je komparativnu književnost i jugoslavenske jezike i književnost 1969. na Filozofskom fakultetu u Zagrebu, a studirao je i režio na Akademiji dramskih umjetnosti gdje je kasnije i predavao. Najprije je radio u Kazalištu Marina Držića u Durovniku, zatim u Kazalištu Gavella te u Hrvatskom narodnom kazalištu u Zagrebu do umirovjenja 2012. godine, a između 2002. i 2009, bio je i umjetnički ravnatelj Dubrovačkih ljetnih igara. Na kazališne daske stavljao je nedramska djela poput Dostojevskog Idiota i Gundulićine Dubravke. Od svjetskih pisca postavljao je Shakespeara, Čehova ili Bulgakova, a od domaćih pisaca svakako treba izdvojiti dubrovačke pisce Marina Držića i Ivu Vojnovića. Preminuo je u Dubrovniku 6. srpnja 2022. u 77. godini života, nekoliko dana prije otvaranje Dubrovačkih ljetnih igara.